# Чудеса на Христос
Списък на чудесата, извършени от Исус според евангелията
- Превръщане на вода във вино (Йоан 2:1-11)
- Изцеление на сина на благородника (Йоан 4:46-54)
- Освобождаване на човека в синагогата от демонични духове (Марк 1:21-28; Лука 4:31-37)
- Изцеление на тъщата на Петър (Марк 1:29-31; Лука 4:38-39; Матей 8:14-15)
- Първата от две мрежи с риба и призоваване на първите му ученици (Лука 5:1-11)
- Изчистване прокажен (Марк 1:40-45; Матей 8:1-4)
- Изцеление паралитик (Марк 2:1-12; Матей 9:2-8; Лука 5:17-26)
- Изцеление на човека при Витесда (Йоан 5:1-15)
- Изцеление на човека с изсъхналата ръка (Лука 6:6-11; Матей 12:9-13; Марк 3:1-5)
- Изцеление на слугата на стотника (Лука 7: 1-10; Матей 8:5-13)
- Възкресяване на сина на вдовицата (Лука 7:11-16)
- Изгонване един ням и сляп дух (Лука 11:14-26; Матей 12:22-32; Марк 3:22-30)
- Успокояване на буря (Марк 4:35-41; Матей 8:18-27; Лука 8:22-25)
- Изцеление човек, обладан от демони в Гадаринската земя (Марк 5:1-20; Матей 8:28; Лука 08:26)
- Изцеление жена с кръвотечение (Марко 5:25-34; Матей 9:18-26; Лука 8:40-56)
- Възкресяване на дъщерята на Яир (Марк 5:21-43)
- Изцеление на двама слепи (Матей 9:27-31)
- Изгонване на дух (Матей 9:32-34)
- Нахранване на 5000 души с пет хляба и две риби (Йоан 6:1-14; Матей 14:13-21; Марк 6:32-44; Лука 9:10-17)
- Ходене по вода (Матей 14:22-33; Йоан 6:15-21; Марк 6:45-52)
- Избавяне на дъщерята на сирофиникиянката (Матей 15:21-28)
- Изцеление един глух и ням човек (Марк 7:31-37)
- Нахранване на други повече от 4000 души (Марк 8:1-10; Матей 15:32)
- Изцеление на слепец от Витсаида (Марк 8:22-26)
- Изгонване на демони от едно лудо момче (Марк 9:14-29; Матей 17:14-21; Лука 9:37-42)
- Изваждане на монета от устата на рибата (Матей 17:24-27)
- Изцеление един сляп по рождение човек (Йоан 9:1-41)
- Изцеление една жена с 18-годишен недъг (Лука 13:10-17)
- Изцеление човек с воднянка (или оток) (Лука 14:1-6)
- Възкресяване на Лазар (Йоан 11:1-46)
- Изчистване на десет прокажени (Лука 17:11-19)
- Изцеление на слепия Вартимей (Марк 10:46-52)
- Проклинане на смоковницата (Марк 11:12-26)
- Изцеление на ухото на Малх (Лука 22:49-51)
- Втората мрежа с риба (Йоан 21:1-12)